# Hate Breeds Suffering
Hate Breeds Suffering è il secondo album in studio del gruppo musicale britannico Lock Up, pubblicato nel 2002.

## Tracce
1. Feeding on the Opiate – 1:29
2. Castrate the Wreckage – 1:34
3. Violent Reprisal – 1:02
4. Detestation – 1:34
5. Retrogression – 1:45
6. Slaughterous Ways – 1:41
7. Dead Sea Scroll Deception – 2:28
8. Hate Breeds Suffering – 2:14
9. Catharsis – 2:32
10. The Jesus Virus – 1:33
11. Broken World – 0:46
12. Horns of Venus – 2:00
13. High Tide in a Sea of Blood – 2:02
14. Cascade Leviathan – 2:42
15. Fake Somebody / Real Nobody – 2:00
16. The Sixth Extinction – 2:15

## Formazione
- Tomas Lindberg - voce
- Nicholas Barker - batteria
- Shane Embury - basso
- Jesse Pintado - chitarra